# Auf den Plätzen
Der Berg Auf den Plätzen ist eine 509,4 m ü. NHN hohe Erhebung des Rothaargebirges. Er liegt im naturräumlichen Siegerland bei Grissenbach im nordrhein-westfälischen Kreis Siegen-Wittgenstein.

## Geographie

### Lage
Der Berg erhebt sich in den Südwestausläufern des Rothaargebirges und im Süden des Naturparks Sauerland-Rothaargebirge. Sein zur Gemarkung Grissenbach gehörender Gipfel liegt etwa 1300 Meter nordnordöstlich der gleichnamigen Ortschaft, 1000 Meter nordwestlich von Nenkersdorf und 1500 Meter südöstlich der ehemaligen Ortschaft Nauholz.
Auf dem Berg liegen Teile des Landschaftsschutzgebiets Netphen (CDDA-Nr. 390136; 1985 ausgewiesen; 118,9074 km² groß).

### Naturräumliche Zuordnung
Auf den Plätzen gehört in der naturräumlichen Haupteinheitengruppe Süderbergland (Nr. 33) und in der Haupteinheit Siegerland (331) zur Untereinheit Siegerländer Rothaar-Vorhöhen (Siegquellbergland (331.2)).

### Fließgewässer
West- und nordwestlich am Berg vorbei fließt der Grissenbach, der in der gleichnamigen Ortschaft in die Sieg mündet und seine Quelle (Scherenschleifersborn) im Übergangsbereich von Auf den Plätzen zu einer anderen, namenlosen Kuppe hat. Auf dem Nordwesthang des Berges entspringt mit dem Hirschbach einer der größten Zuflüsse des Grissenbachs, auf dem Südwesthang der Siegzufluss Hembach und auf seinem Südosthang ein weiterer namenloser Zufluss der Sieg, der in Nenkersdorf nahe dem dortigen Backhaus (Backes) mündet.

## Verkehr und Wandern
Südlich vorbei am Berg verläuft von Walpersdorf durch Nenkersdorf und Grissenbach nach Deuz entlang der Sieg die Landesstraße 719. Hinüber führen einige Wald- und Wanderwege (teilweise asphaltiert) und Waldpfade. An einem dieser Wege liegt nordnordöstlich in Richtung des Scherenschleifersborn auf 477,4 m Höhe der Sportplatz von Nenkersdorf.